# SN 1975D
SN 1975D – supernowa odkryta 17 marca 1975 roku w galaktyce UGC 5793. W momencie odkrycia miała maksymalną jasność 17,00m.